# Ignace Dhellemmes
Ignace Dhellemmes, né le 8 janvier 1914 à Roubaix et mort le 7 septembre 1988 à Sangmélima au Cameroun, est un prêtre missionnaire et écrivain français.

## Biographie
Né dans une famille de dix enfants à Roubaix, Ignace Dhellemmes fait profession chez les Spiritains en 1933 ; il est ordonné prêtre en 1940. Il exerce pendant quatre ans à l'Œuvre des Orphelins d'Auteuil. Il part comme missionnaire en Afrique centrale, au Cameroun de 1947 à 1952, puis de 1953 à 1968 à Ouesso au nord du Congo ; il crée la mission de Souanké au nord-ouest du Congo. En 1968, il retourne au Cameroun, à Djoum, puis à Sangmélima, où il meurt en 1988.
Le Père Dhellemmes fonde en 1986 l'Association pour le Développement des Pygmées (ADP). Il effectue des recensements exhaustifs des Baka au Cameroun,. 
Il publie en 1985 son autobiographie, Le Père des Pygmées, où il raconte ses quarante années passées au contact des Pygmées du sud du Cameroun et du Congo, qui est distinguée par le prix Dodo de l'Académie française.

## Œuvres
- Rapport sur la situation démographique des Pygmées Baka de l’arrondissement d’Abong-Mbang au 15 décembre 1980, Sangmélima, Évêché, 1981.
- Rapport sur la situation démographique des Pygmées Baka dans tout le département du Dja et Lobo et de la Province Centre-Sud, Sangmélima, Évêché, 1982.
- Rapport sur la situation démographique des Pygmées Baka de la partie sud de l’arrondissement de Mouloundou, Sangmélima, Évêché, 1982.
- Le père des pygmées , Paris, Flammarion, 1985, 230 p., photographies de Pierre Macaigne (collection : L'Aventure vécue), prix Dodo de l'Académie française en 1986[7].